# This Is Our Music
This Is Our Music ist das dritte und letzte Studioalbum des amerikanischen Dream-Pop-Trios Galaxie 500. Es wurde 1990 auf Rough Trade veröffentlicht.
Der Titel bezieht sich auf ein gleichnamiges Album vom Jazzmusiker Ornette Coleman.

## Rezeption
Seit der Veröffentlichung des Albums war die Rezeption des Albums recht positiv; jedoch nicht ganz so gut wie vom Vorgänger On Fire.
Bei Allmusic bekommt das Album viereinhalb von fünf Punkten.
Pitchfork Media bewertet es anlässlich des Rerelease der Galaxie 500-Diskografie mit 8.3 von 10 Punkten und damit am schlechtesten von den drei Alben der Band. Kritisiert wird dabei, dass das Album – neben einigen Glanzpunkten – auch etwas "Füllmaterial" enthält:

„"This Is Our Music", from 1990, has a few of Galaxie 500's best tunes and it also has the richest production, with greater focus on keyboards and layered guitars. […] But despite its high points, This Is Our Music also has a few duds, which are the only easy skips on the band's proper records“

## Wiederveröffentlichungen
Das Album wurde 1997 von Rykodisc wiederveröffentlicht. Als Bonustrack ist das Velvet Underground Cover Here She Comes Now und das Musikvideo von Fourth of July.
2010 wurde das Album erneut wiederveröffentlicht. Es enthielt zusätzlich auf einer Extra CD das 1997 erschienene Livealbum Copenhagen; ein Mitschnitt der letzten Europatour im Dezember 1990.

## Tracklist
Alle Lieder von Galaxie 500, sofern nicht anders vermerkt.
1. "Fourth of July" – 5:35
2. "Hearing Voices" – 3:34
3. "Spook" – 4:35
4. "Summertime" – 5:59
5. "Way Up High" – 4:03
6. "Listen, The Snow Is Falling" (von Yoko Ono) – 7:48
7. "Sorry" – 4:15
8. "Melt Away" – 4:35
9. "King of Spain, Pt. 2" – 5:07

### Bonustracks bei der Wiederveröffentlichung
1. "Here She Comes Now" – 2:48 (The Velvet Underground)
2. "Fourth of July" (Video) – 7:06